# Universitatea din Banja Luka

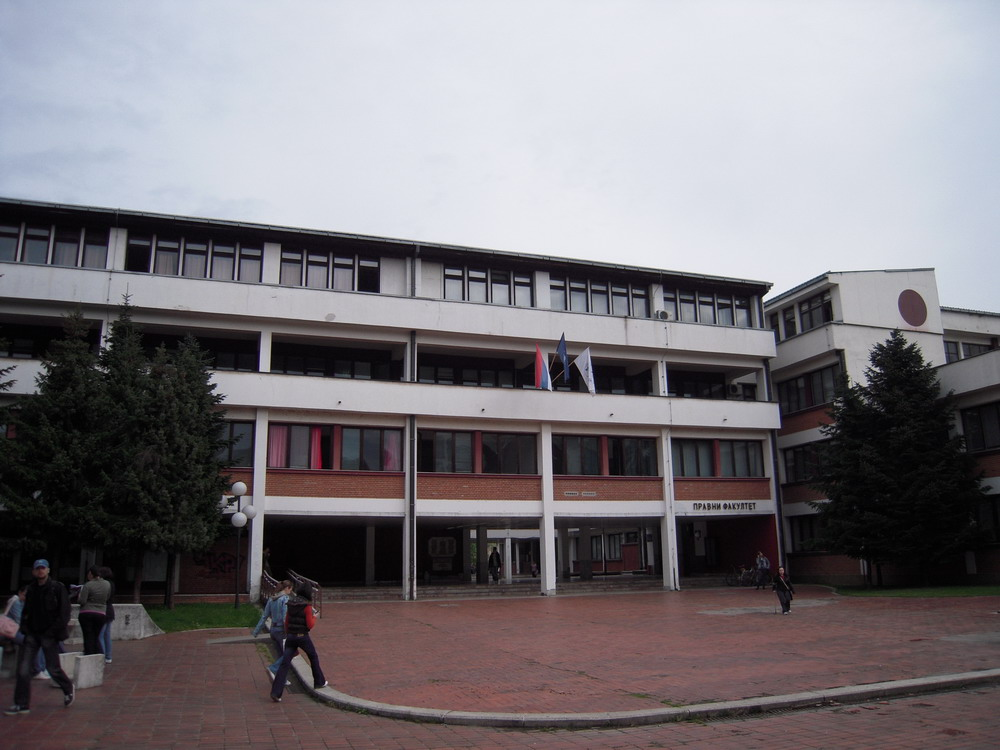
Facultatea de Drept

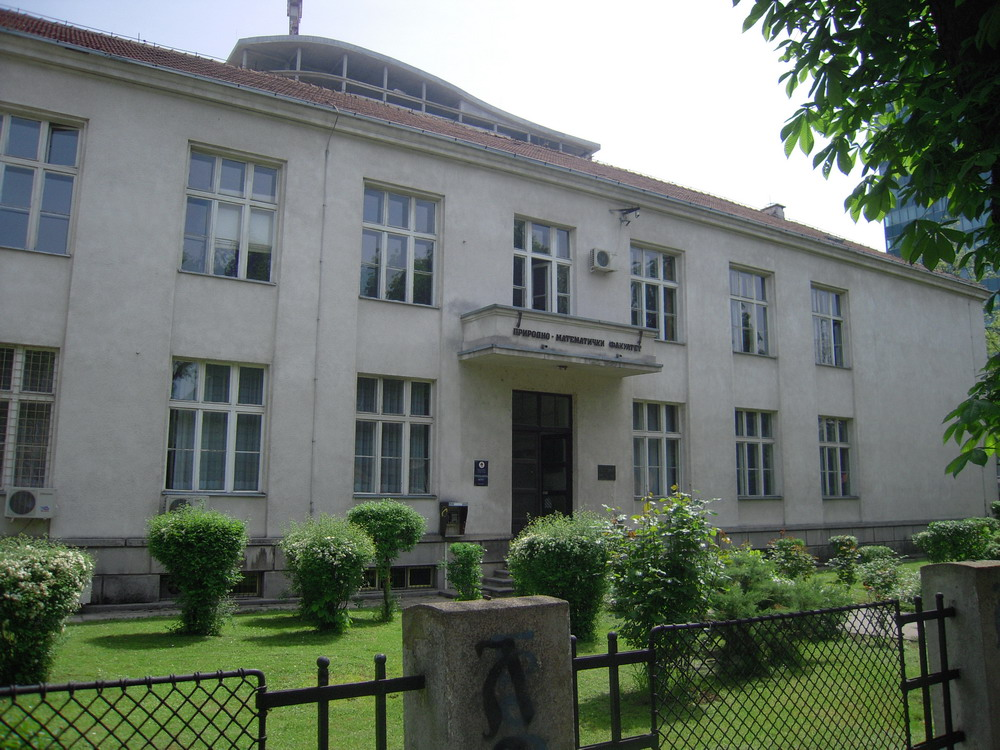
Facultatea de Științe Naturale și Matematică

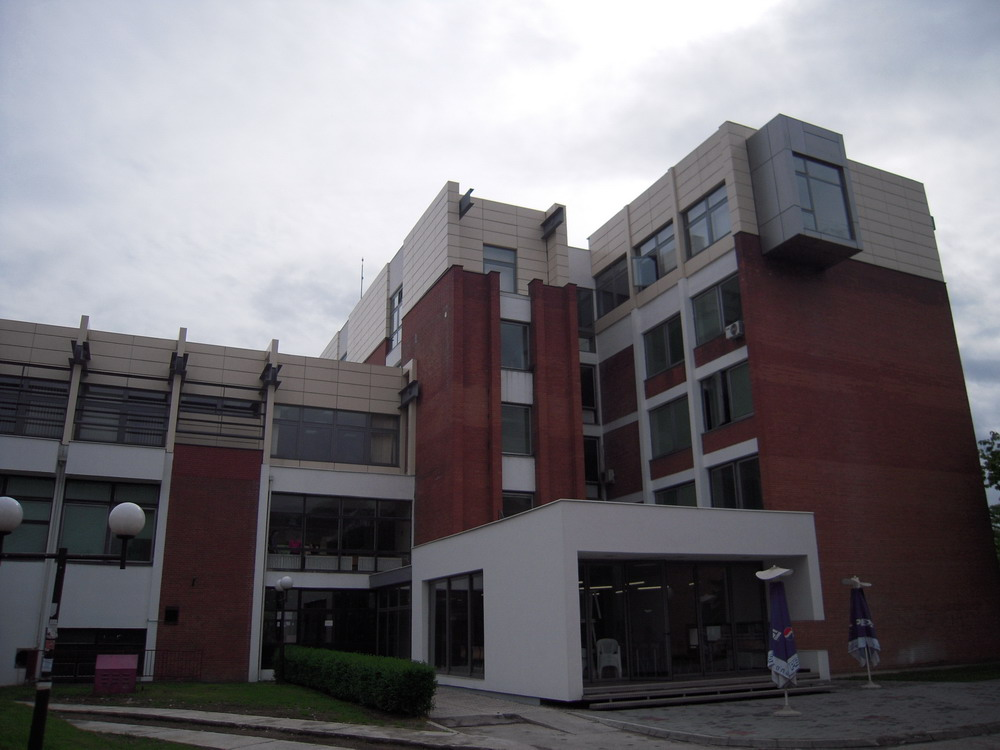
Facultatea de Economie

Universitatea din Banja Luka (în sârbă Универзитет у Бањој Луци) este o universitate publică situată în Banja Luka, Bosnia-Herțegovina. Universitatea din Banja Luka a fost înființată la 7 noiembrie 1975 și avea la început cinci facultăți. Ea este cea mai veche și mai mare universitate din Republika Srpska și a doua universitate ca mărime din Bosnia-Herțegovina.
Majoritatea celor 16 de facultăți ale Universității din Banja Luka sunt situate în două campusuri, ambele situate în apropierea râului Vrbas și nu departe de centrul orașului.
Procesul Bologna a început să fie aplicat la toate nivelurile de studii de la Universitatea din Banja Luka în anul universitar 2006/2007, deși unele facultăți au început reforma mai devreme.
Începând din 13 aprilie 2011 Universitatea este membru cu drepturi depline a organizației European University Association. Ea este membră a European Forest Institute și participă la programele TEMPUS, CEEPUS și 7th Framework Programme.
Universitatea cooperează prin programul de schimb de studenți cu Universitatea Sapienza din Roma, Universitatea din Plovdiv, Universitatea din Strasbourg, Universitatea din Graz, University of the District of Columbia, Univerzitet u Prištini și Universitatea din Freiburg.

## Organizare
Universitatea este formată din 16 facultăți:
- Academia de Arte
- Facultatea de Arhitectură și Inginerie civilă
- Facultatea de Economie (official website)
- Facultatea de Electrotehnică (official website)
- Facultatea de Filozofie
- Facultatea de Industrie constructoare de mașini
- Facultatea de Inginerie Minieră
- Facultatea de Medicină
- Facultatea de Agricultură
- Facultatea de Drept
- Facultatea de Științe naturale și Matematică (ce include Ingineria chimică, Automatizări și Biotehnologie) (official website Arhivat în 14 februarie 2011, la Wayback Machine.)
- Facultatea de Silvicultură
- Facultatea de Filologie (official website)
- Facultatea de Științe Politice
- Facultatea de Educație Fizică și Sport

## Universități partener
Universitatea din Banja Luka a stabilit diferite forme de cooperare cu următoarele universități și/sau departamente ale lor.
| Universitate                                                  | Țară                  | An de început |
| ------------------------------------------------------------- | --------------------- | ------------- |
| Universitatea de Stat din Novi Pazar                          | Serbia                | 2009          |
| Universitatea din Novi Sad                                    | Serbia                | 2009          |
| Universitatea din Niš                                         | Serbia                | 2009          |
| Universitatea din Stavanger                                   | Norvegia              | 2009          |
| Universitatea Meiji                                           | Japonia               | 2009          |
| Universitatea François Rabelais                               | Franța                | 2009          |
| Universitatea din Kragujevac                                  | Serbia                | 2008          |
| Universitatea Adam Mickiewicz din Poznań                      | Polonia               | 2008          |
| Universitatea din Bologna                                     | Italia                | 2008          |
| Universitatea Tehnică din Gabrovo                             | Bulgaria              | 2008          |
| Universitatea Sf. Chiril și Metodiu din Veliko Tarnovo        | Bulgaria              | 2008          |
| Universitatea din Sofia                                       | Bulgaria              | 2008          |
| Colegiul Superior din Banja Luka                              | Bosnia și Herțegovina | 2007          |
| Universitatea de Managment și Afaceri din Banja Luka          | Bosnia și Herțegovina | 2007          |
| Universitatea din Udine                                       | Italia                | 2007          |
| Universitatea de Stat de Medicină și Stomatologie din Moscova | Federația Rusă        | 2007          |
| Univerzitet u Prištini                                        | Serbia                | 2007          |
| Colegiul Universitar Bodo                                     | Norvegia              | 2007          |
| Universitatea Sf. Clement de Ohrida din Bitola                | Macedonia             | 2007          |
| Universitatea Sf. Chiril și Metodiu din Skopje                | Macedonia             | 2007          |
| Universitatea Mediteran                                       | Muntenegru            | 2007          |
| Universitatea din Sarajevo                                    | Bosnia și Herțegovina | 2007          |
| Universitatea din Bihać                                       | Bosnia și Herțegovina | 2007          |
| Universitatea de Est din Sarajevo                             | Bosnia și Herțegovina | 2007          |
| Universitatea din Tuzla                                       | Bosnia și Herțegovina | 2007          |
| Universitatea din Zenica                                      | Bosnia și Herțegovina | 2007          |
| Universitatea din Mostar                                      | Bosnia și Herțegovina | 2007          |
| Universitatea Džemal Bijedić din Mostar                       | Bosnia și Herțegovina | 2007          |
| Universitatea din Muntenegru                                  | Muntenegru            | 2007          |
| Universitatea Internațională Philip Noel-Baker                | Bosnia și Herțegovina | 2007          |
| Universitatea din Osijek                                      | Croația               | 2007          |
| Institutul Politehnic din Kiev                                | Ucraina               | 2007          |
| Universitatea Singidunum                                      | Serbia                | 2006          |
| Universitatea de Tehnologie Regele Mongkut din Thonburi       | Thailanda             | 2006          |
| Universitatea din Belgrad                                     | Serbia                | 2006          |
| Universitatea din Ljubljana                                   | Slovenia              | 2006          |
| Universitatea din Joensuu                                     | Finlanda              | 2006          |
| Universitatea din Jyvaskyla                                   | Finlanda              | 2006          |
| Universitatea Norvegiană de Științe Biologice                 | Norvegia              | 2005          |
| Colegiul Economic din Subotica                                | Serbia                | 2006          |
| Universitatea Navarrei                                        | Spania                | 2004          |
| Universitatea din Bari                                        | Italia                | 2002          |
| Universitatea de Agronomie a Norvegiei                        | Norvegia              | 2000          |
| Universitatea din Lleida                                      | Spania                | 1999          |
| Universitatea de Arte din Belgrad                             | Serbia                | 1999          |
| Universitatea din Cernăuți                                    | Ucraina               | 1996          |